# Los invencibles de Némesis
Los invencibles de Némesis (The Champions) es una serie de televisión británica de acción, espionaje y ciencia ficción. 
Creada por Dennis Spooner y Monty Berman sólo duró una temporada (1968-1969), producida por la cadena ITC Entertainment.

## Reseña
Sharon MacReady, Craig Stirling y Richard Barrett son tres agentes secretos que trabajan para la central de inteligencia "Némesis", asociada a las Naciones Unidas con sede en Ginebra, y cuyo propósito es garantizar el orden y la paz mundial. Su primera misión como equipo los enviará a China para abortar un peligroso experimento bacteriológico. Durante la fuga tras cumplir su misión, el avión que les transporta cae en medio del Himalaya, donde serán rescatados por un monje perteneciente a una avanzada civilización desconocida por el ser humano. Tras jurar no revelar nunca su existencia, serán dotados de poderes sobrehumanos, tales como habilidades psíquicas para comunicarse a grandes distancias telepáticamente, supermemoria, fuerza sobrenatural, etc. A partir de ese momento, los tres agentes utilizarán sus poderes para luchar contra villanos nazis, organizaciones criminales, científicos malvados, o cualquier otro peligro que amenace la paz mundial. 

## Protagonistas
- Stuart Damon como Craig Stirling.
- Alexandra Bastedo como Sharron Macready.
- William Gaunt como Richard Barrett.
- Anthony Nicholls como W.L. Tremayne

Es de mencionar que en la serie intervinieron como secundarios algunos actores que desarrollaron no sólo una carrera televisiva sino también cinematográfica, como Donald Sutherland o Jennie Linden o la actriz Gabrielle Drake, hermana del cantautor Nick Drake.

## Episodios
1. El comienzo
2. El hombre invisible
3. Apartado de correos 666
4. El experimento
5. El gran suceso
6. Operación bajo cero
7. Los sobrevivientes
8. Preparando la trampa
9. Mano de hierro
10. El avión fantasma
11. La isla secreta
12. Los fanáticos
13. 12 horas de prueba
14. La búsqueda
15. Traición que acecha
16. La sombra de la pantera
17. Ansias de morir
18. La pregunta
19. La misión
20. El enemigo silencioso
21. Ladrones de cuerpos
22. Secuestro en el Caribe
23. Complot siniestro
24. Proyecto cero
25. Jornada peligrosa
26. Error fatal
27. Rompecabezas
28. La última batalla
29. Contrabando de armas
30. Impulso de matar